# Manis pentadactyla
El pangolín chino (Manis pentadactyla) es una especie de mamífero folidoto de la familia Manidae. Se encuentra en el norte de la India, Nepal, Bután, posiblemente Bangladés y a través de Birmania hasta Indochina, pasando por la mayor parte de Taiwán y el sur de China, incluyendo la isla de Hainan.

## Características
Es de tamaño mediano, con una cola de 25-40cm de longitud, su cuerpo mide entre 45 y 60 cm. Sus ojos son grandes, caracterizados por párpados espesos. Sus extremidades tienen cinco dedos. Tiene escamas pequeñas, son de color marrón.

## Historia natural
Son animales nocturnos, con la habilidad de trepar en los árboles y son excelentes nadadores. Se alimentan de las termitas Coptotermes formosanus y Cyclotermes formosanus y  algunas hormigas. Como mecanismo de defensa se enrollan en forma de bola escondiendo la cara bajo la cola. Se adaptan a cualquier clima.

## Subespecies
Se conocen tres subespecies de pangolín chino:
- Manis pentadactyla pentadactyla
- Manis pentadactyla auritus
- Manis pentadactyla pusilla

https://es.m.wikipedia.org/w/index.php?title=Manis_pentadactyla_pentadactyla&action=edit&redlink=1

## Conservación
En Hong Kong es una especie protegida bajo la llamada Wild Animals Protection Ordinance Cap 170.
Tras el brote del Coronavirus de Wuhan en enero de 2020, científicos chinos concluyeron que esta especie pudo haber ejercido como huésped intermediario del virus SARS-CoV-2.